# Historiearvsmuseet i Nacka
Historiearvsmuseet i Nacka även kallat Slagfältsmuseet HAMN, var ett museum i Saltsjö Pir i Fisksätra i Nacka kommun. I samma byggnad har sedan 26 maj 2018 Leksaks- och samlarmuseet (tidigare Leksaksmuseet, Stockholm) sina lokaler. Museet HAMN är Sveriges första och enda Slagfältsmuseum.

## Verksamhet
Utgångspunkten för museets verksamhet var bland annat Slaget vid Stäket den 13 augusti 1719 då ryska och svenska trupper drabbade samman. Dessutom berättades områdets historia från romersk järnålder fram till dagens mångkulturella Fisksätra. Till andra teman hörde förståelsen för Stora nordiska kriget och visning av föremålssamling med artefakter från 300-talet till 1800-talet. 

## Stäketprojektet
Museet är ett resultat av ett pågående forskningsprojekt. På initiativ av slagfältsarkeolog Tomas Englund formades 2003 projektet Slagfältsarkeologi vid Stäket, till vilket Riksantikvarieämbetet, Länsstyrelsen och Nacka kommun lämnade medgivande. Databaser, register och kartor med mera studerades och en referensgrupp med forskare bildades. 
Våren 2004 inleddes provundersökningar på södra sidan av Baggensstäket vid den så kallade Träskängen. Under perioden 2004–2010, varav de fem sista säsongerna i Riksantikvarieämbetets regi, undersöktes slagfälten vid inloppet ingående. Slagfältet blev 2010 klassificerat som fornlämning, den första i sitt slag att klassas som sådan. Ett 735 000 m² stort område har genomsökts och cirka 1 300 föremål av antikvariskt och kulturhistoriskt värde har påträffats.
I juni 2010 inleddes arbetet med museiprojektet HAMN som finansierats av Nacka Kommun och EU. Representanter för projektet har besökt Ryssland och tagit del av tidigare opublicerade ryska handlingar om slaget.

## Driftsmodell
Museet ägdes av Nacka kommun, men drevs privat. Sedan öppnandet 2014 ansvarade företaget Emotion AB för verksamheten. Efter en upphandlingsprocess under 2017 stod det klart att Stiftelsen Kulturmiljövård tog över driften från och med 2018.. Våren 2023 lades muséet ned efter beslut av Nacka kommun.

Bilder

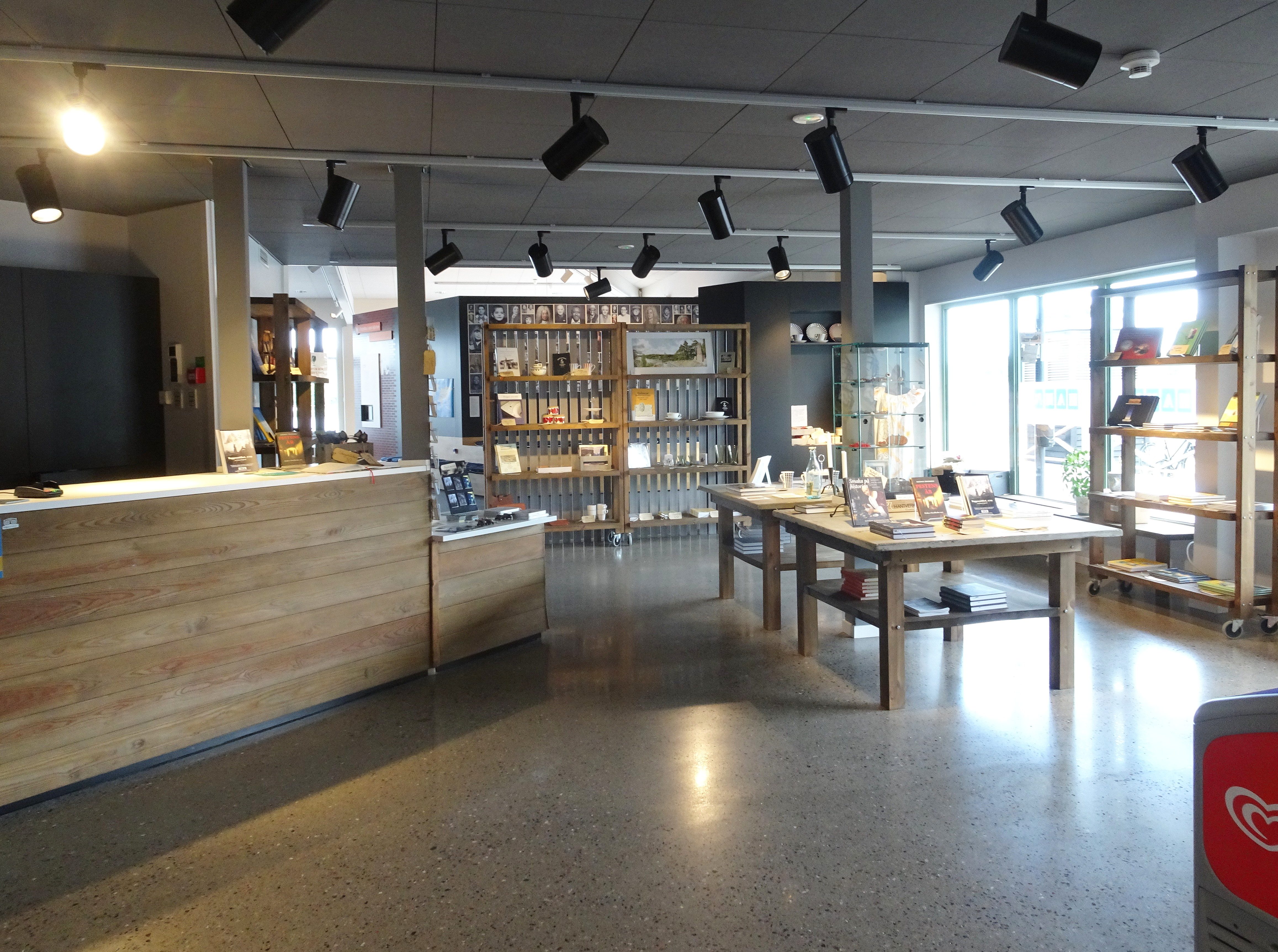
Museibutiken
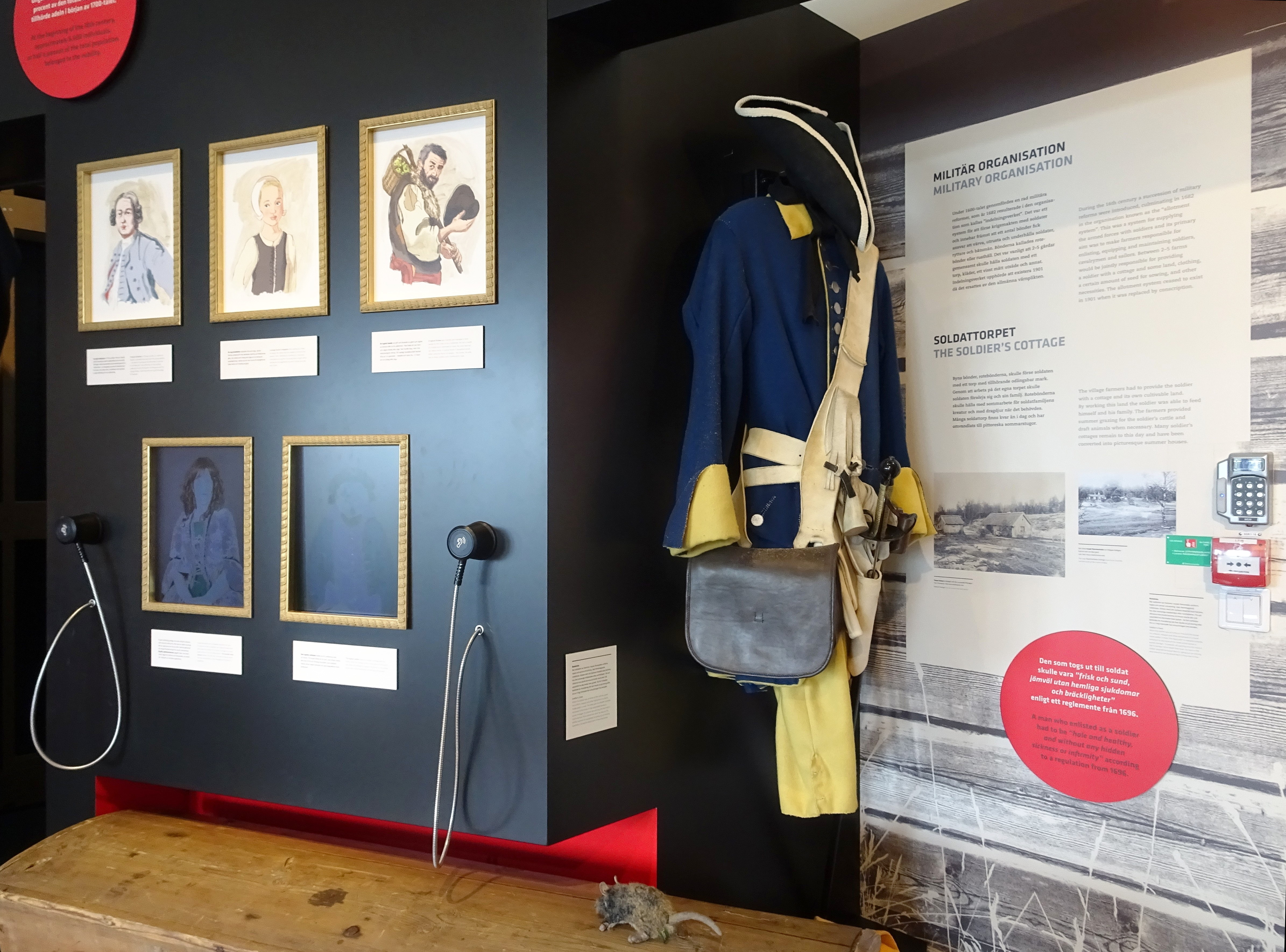
Utställningen, militaria
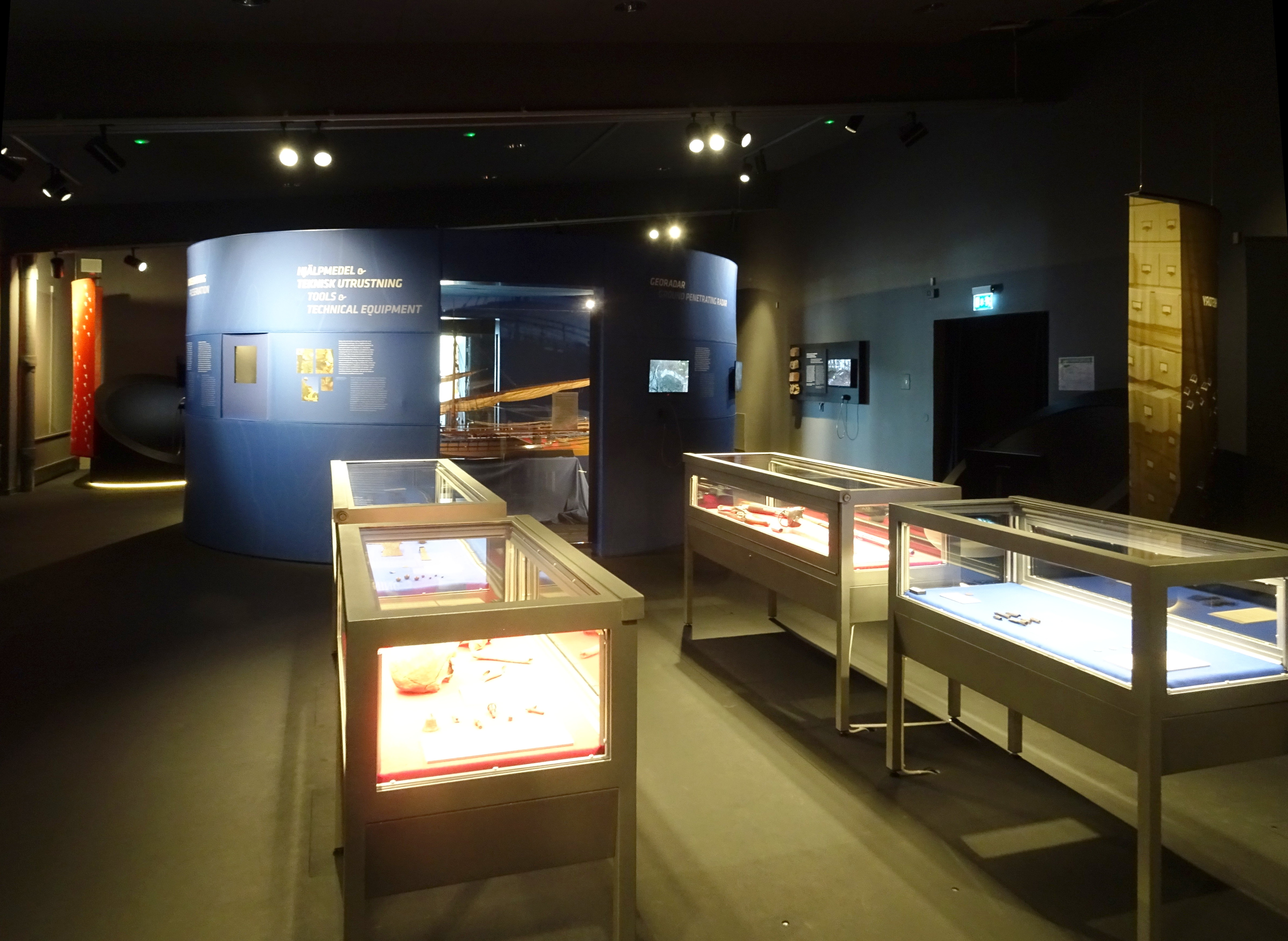
Utställningen, militaria
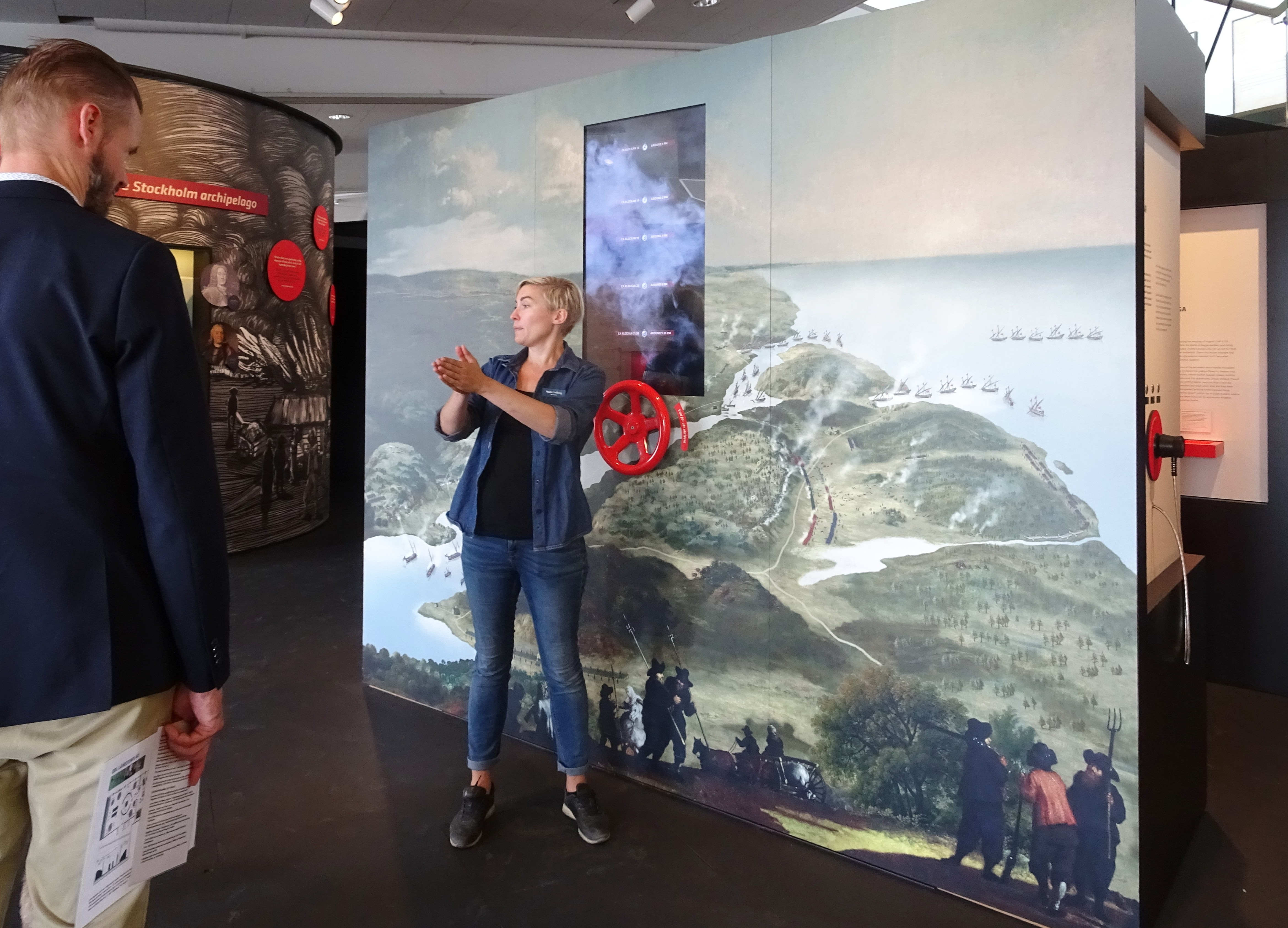
Slaget vid Stäket förklaras
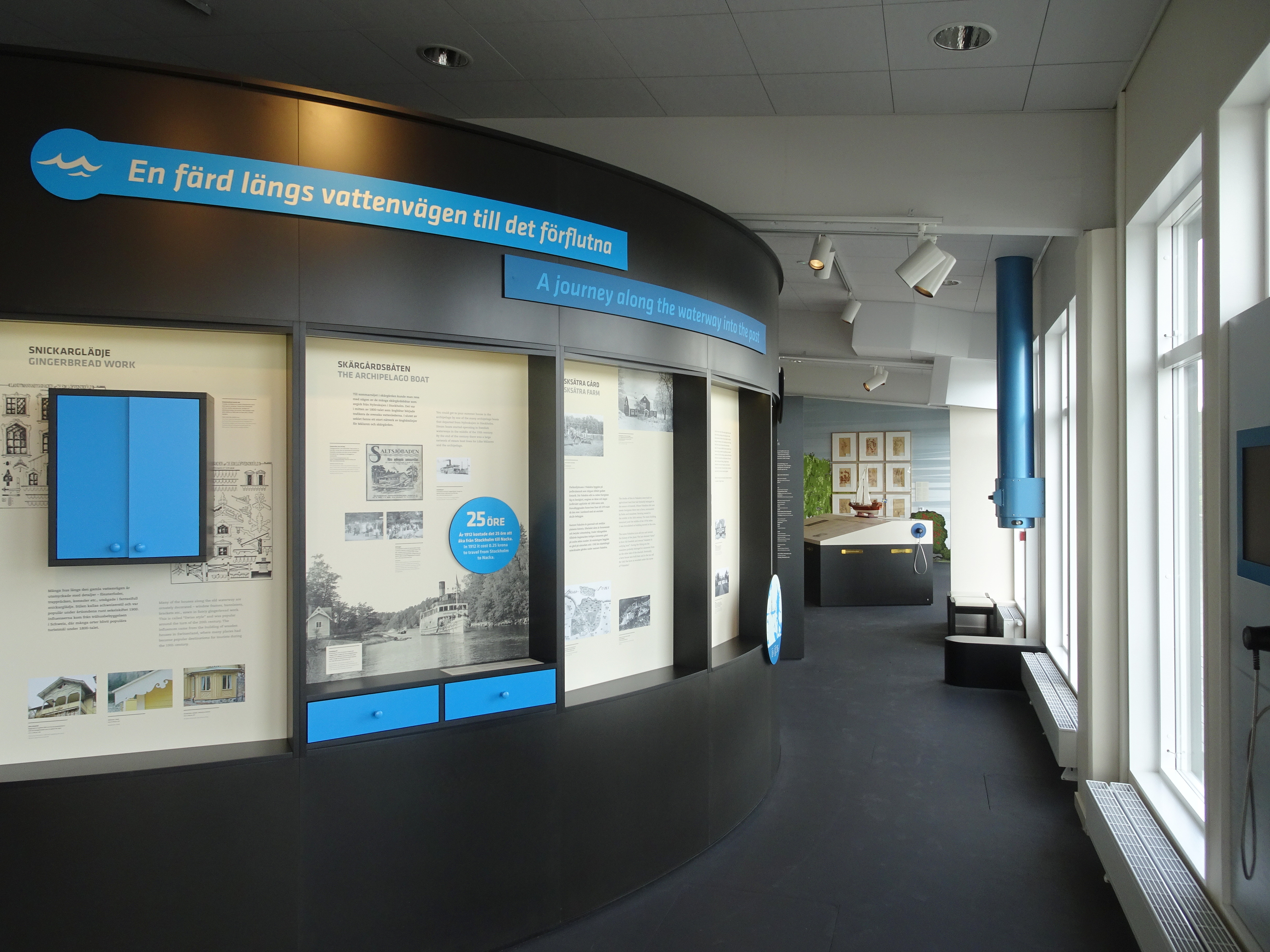
Utställningen, Fisksätras historia